# Severin Nilsson

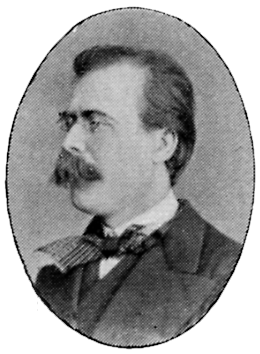
Severin Nilsson

Johan Severin Nilsson (Asige, 14 januari 1846 – Stockholm, 24 november 1918) was een Zweeds kunstschilder, tekenaar en fotograaf.

## Leven en werk
Nilsson werd geboren in Halland, in het zuiden van Zweden. Hij studeerde tussen 1865 en 1871 aan de Koninklijke Zweedse Academie voor de Kunsten te Stockholm en vervolgens drie jaar onder Léon Bonnat aan de academie te Parijs.
Severin Nilsson werd bekend als portretschilder, landschapsschilder en als schilder van genrestukken. Hij was een bijzonder actief en productief kunstenaar, nam deel aan tal van exposities, ook internationaal, en liet een enorme hoeveelheid schilderijen na, van grote diversiteit. Ook maakte hij boekillustraties.
Severin Nilsson was ook een van Zwedens eerste documentaire fotografen. Geïnspireerd door de folkloristische fotograaf Artur Hazelius maakte hij uitgebreide studies van het dagelijks leven in het dorpje Asige, in Halland, waar hij was geboren.

## Galerij

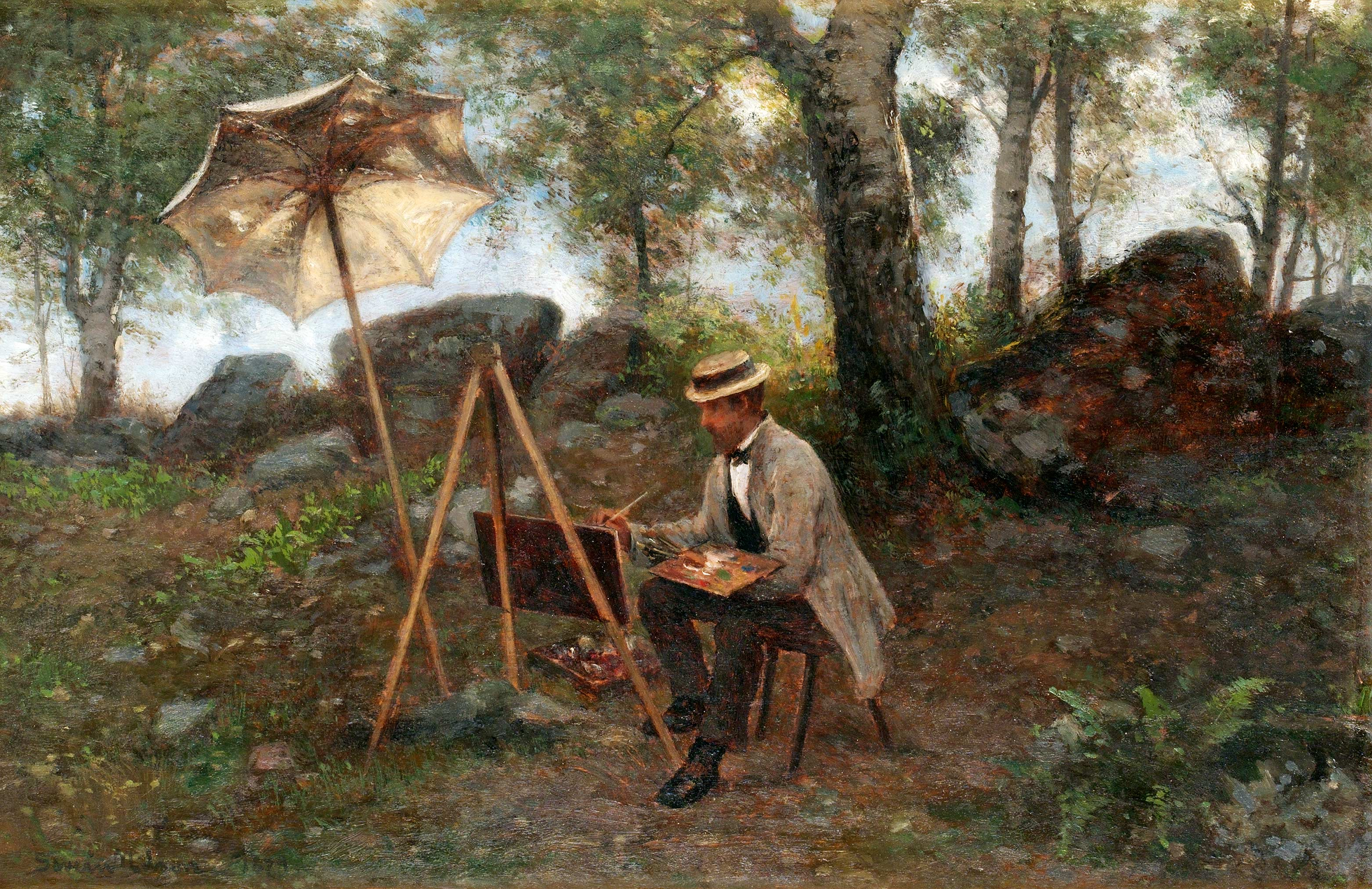
De openluchtschilder
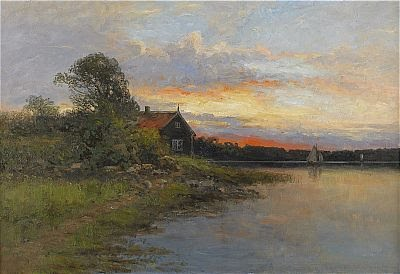
Zonsondergang, Runmarö, ca. 1890
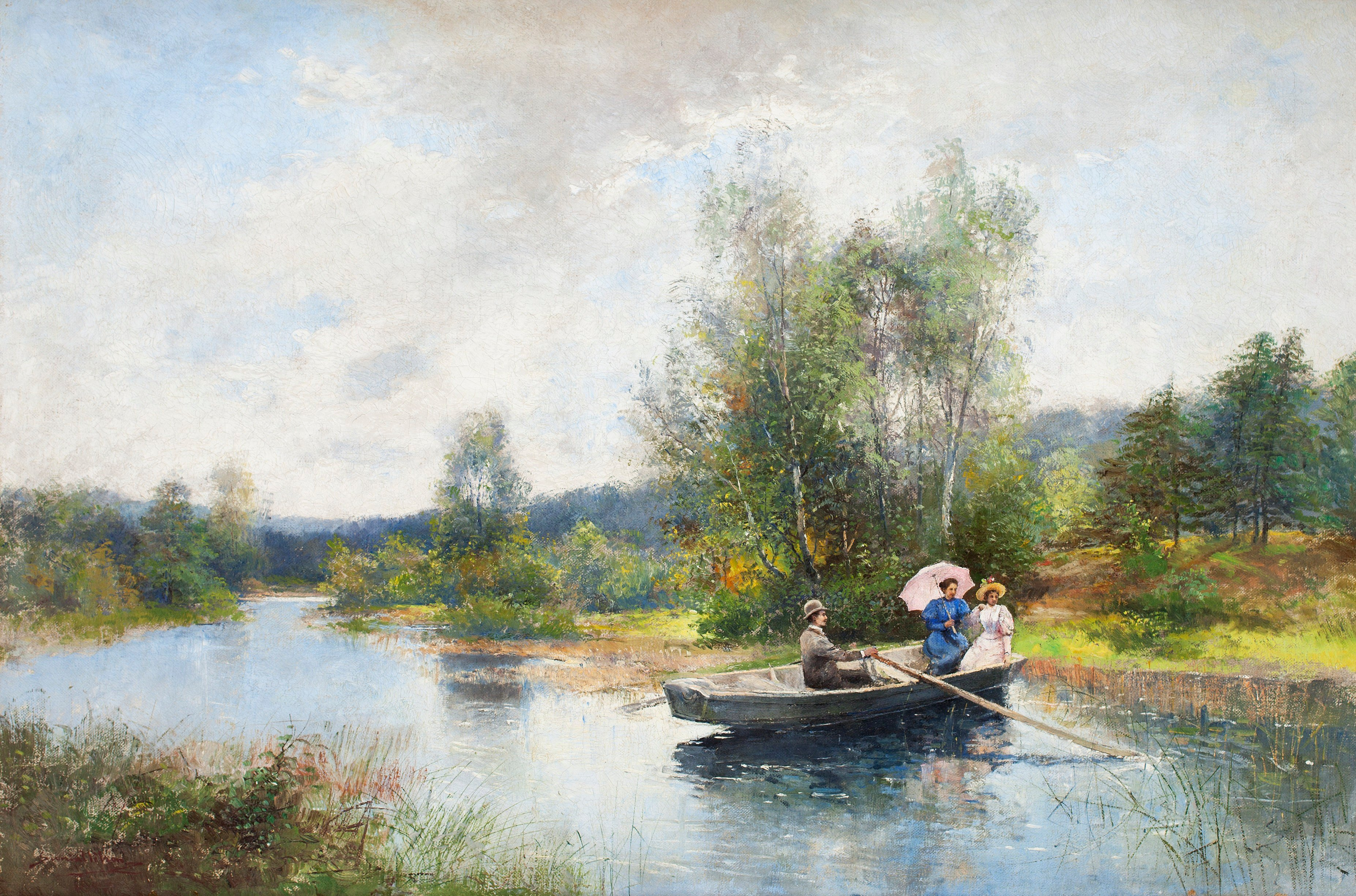
Roeien in een zomerlandschap, ca. 1890
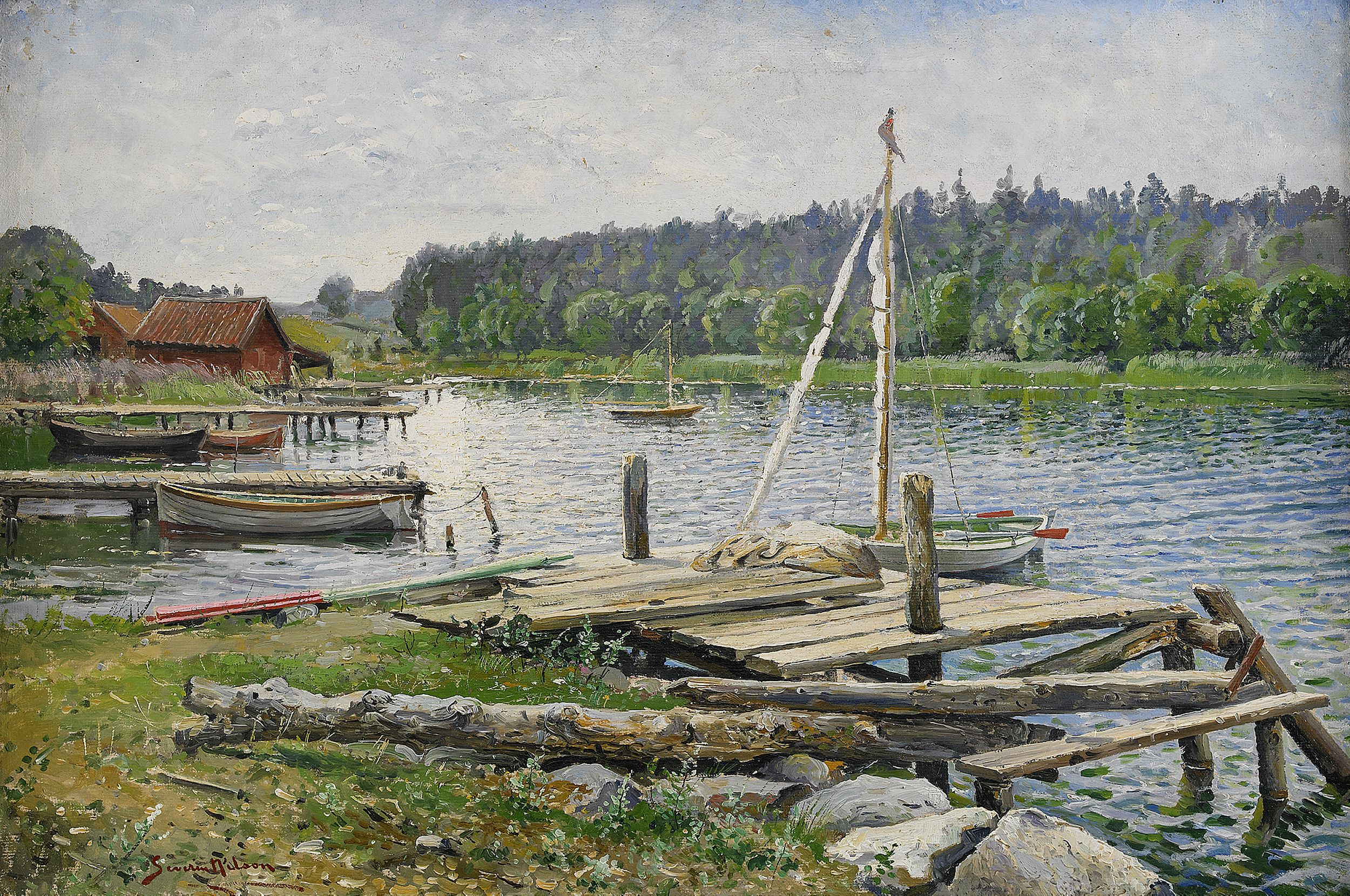
Riviermonding
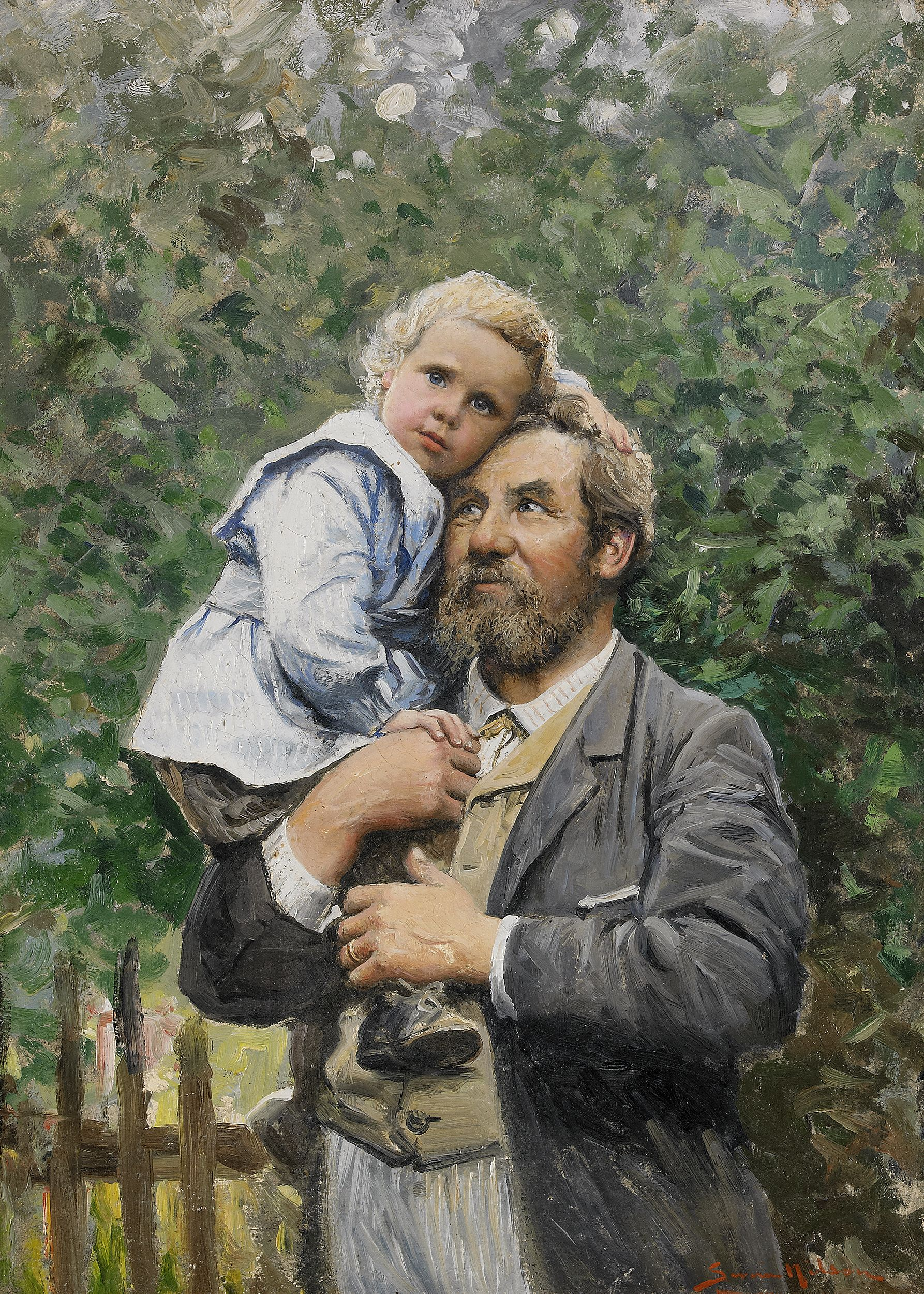
In vaders armen

## Foto’s in de collectie van hetNordiska museet, Stockholm

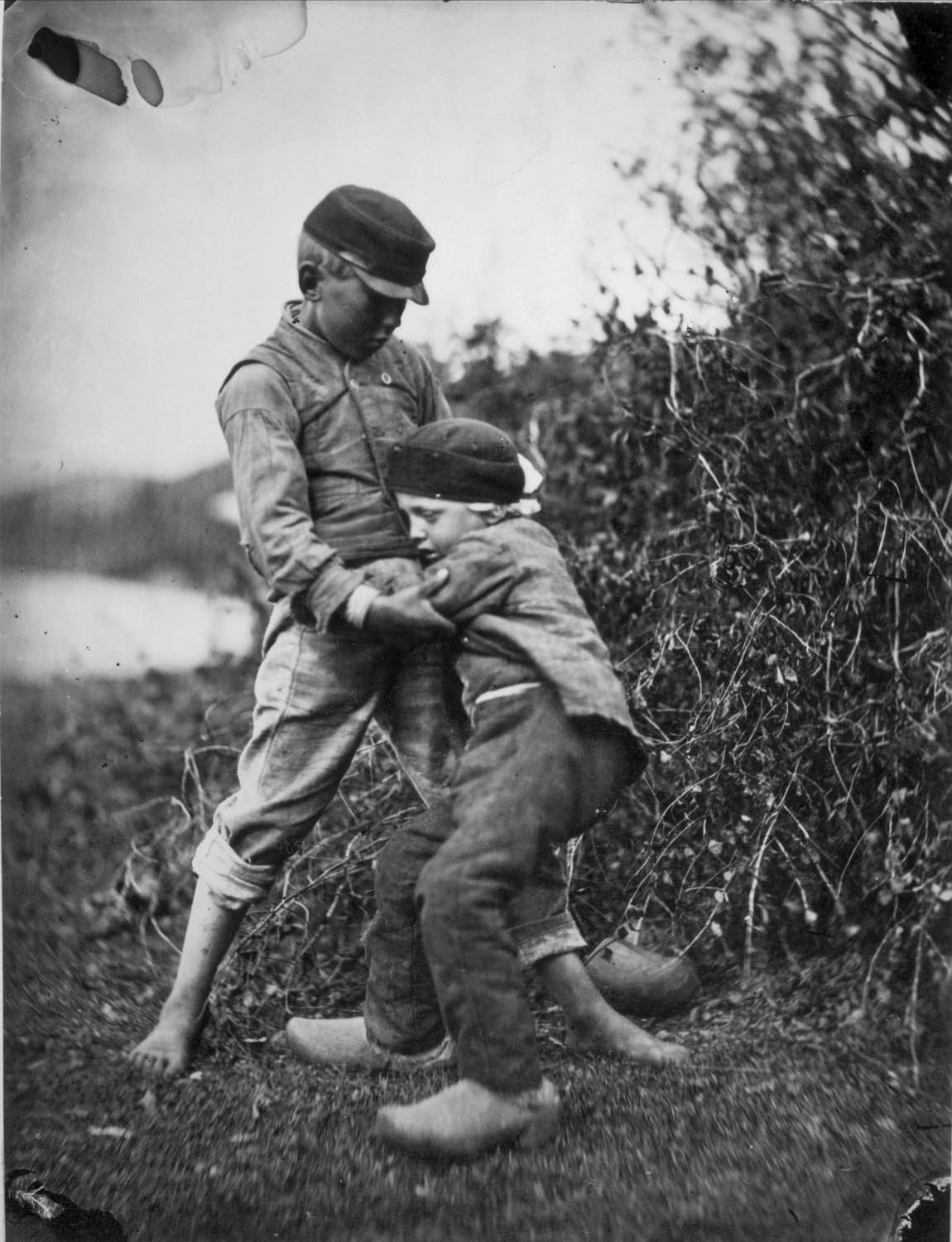
Twee broers slaande, Halland
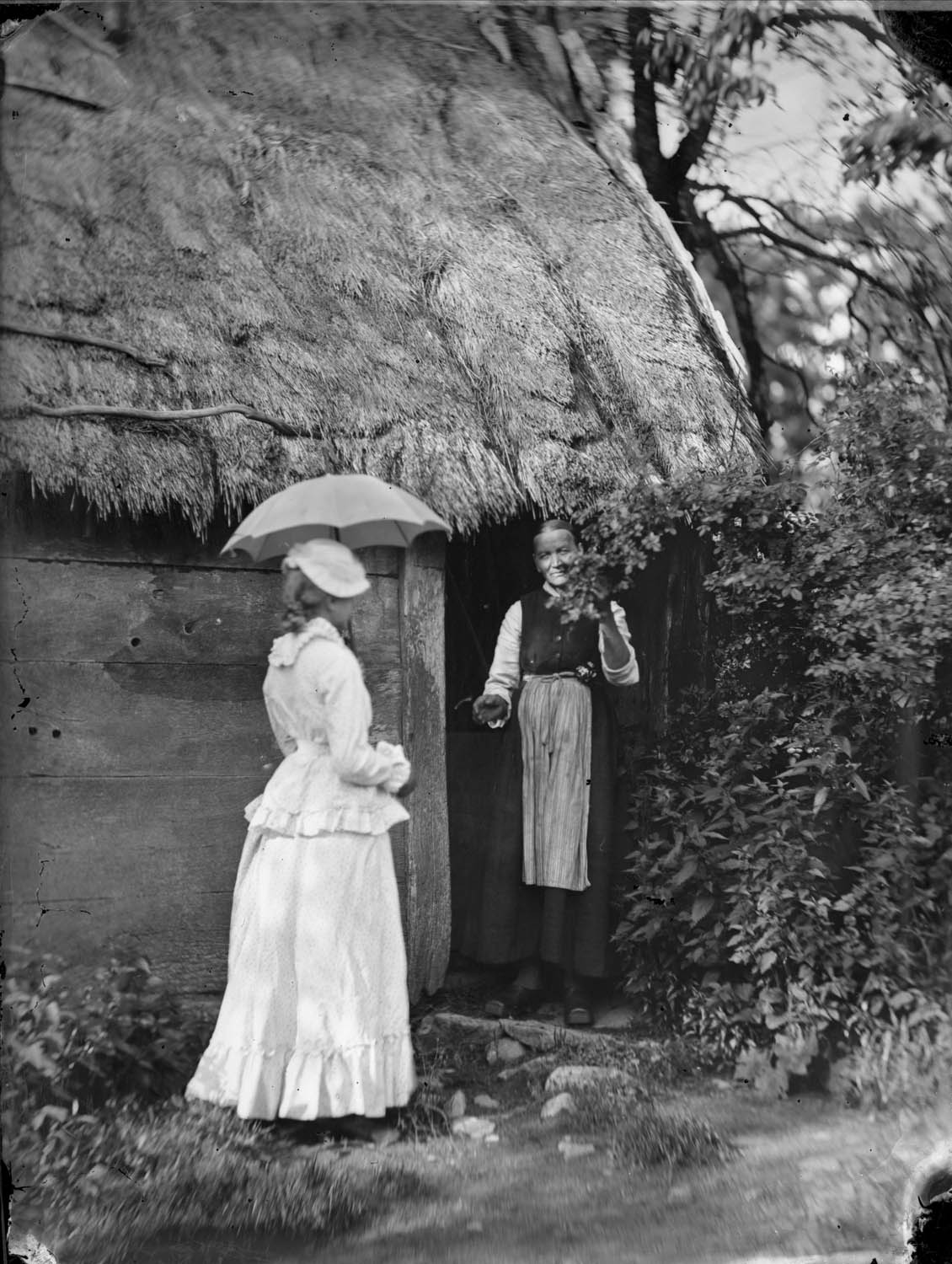
Dame met parasol, Halland
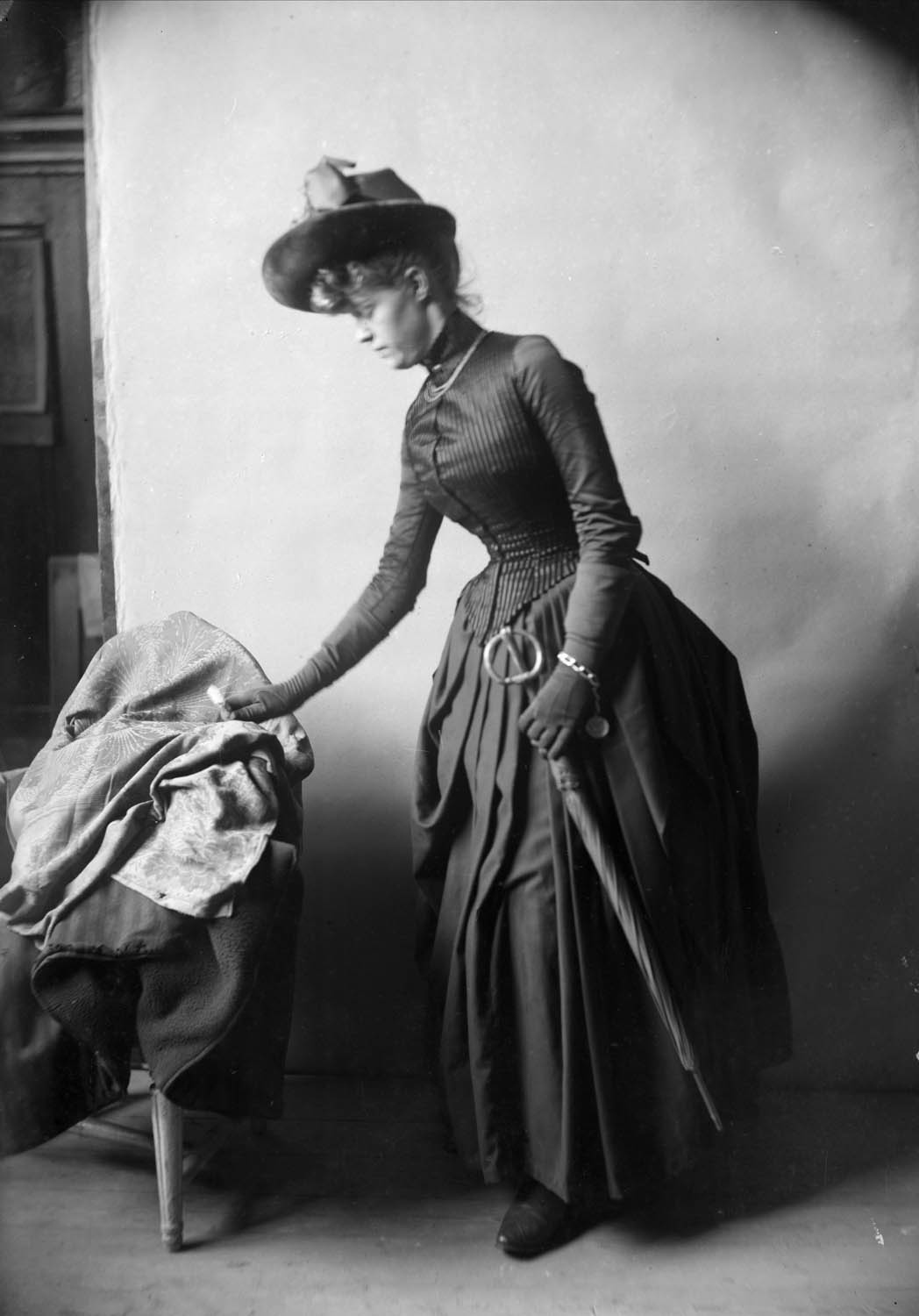
Rosalie Platzman-Eberstein
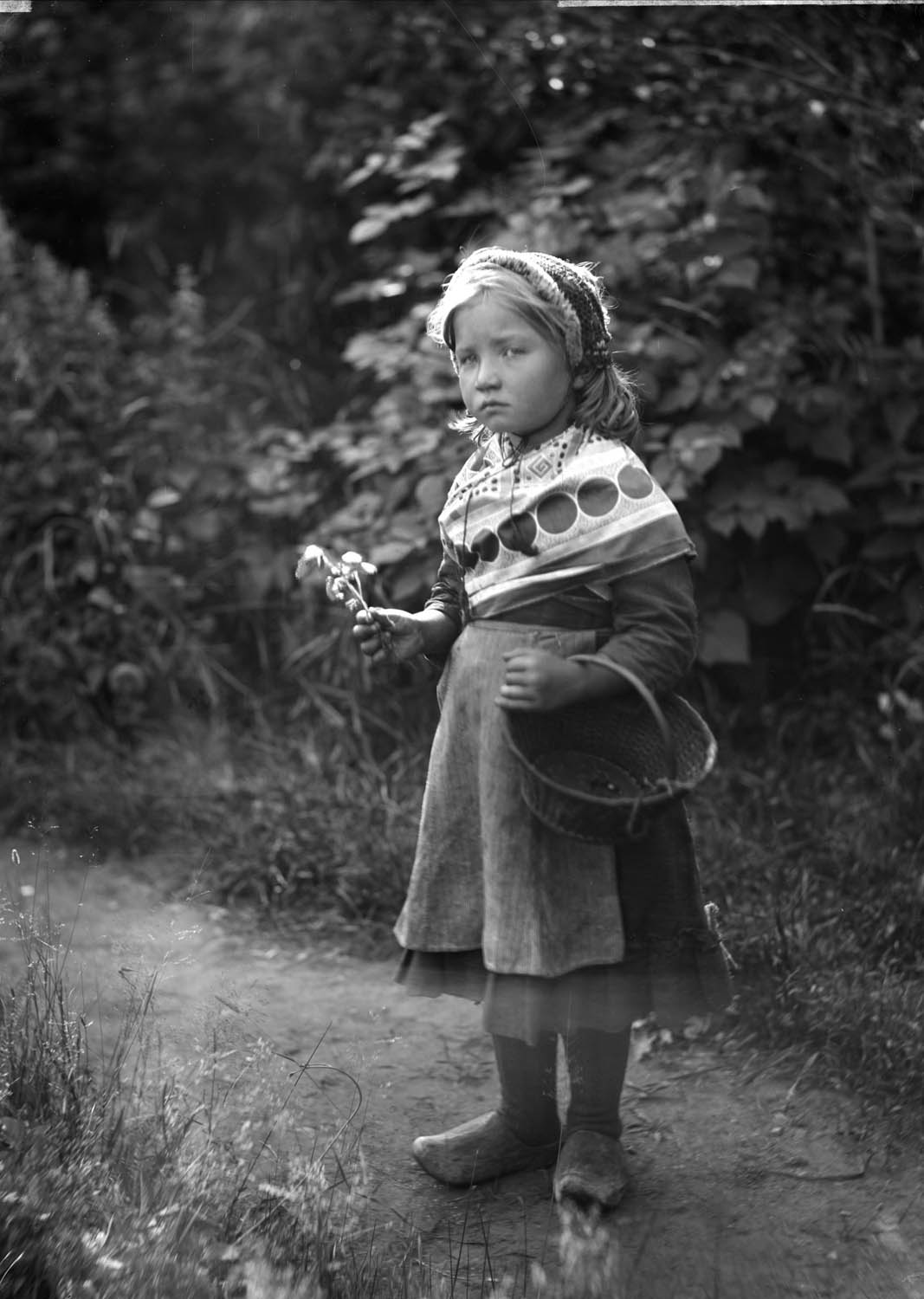
Meisje met bloemenmandje
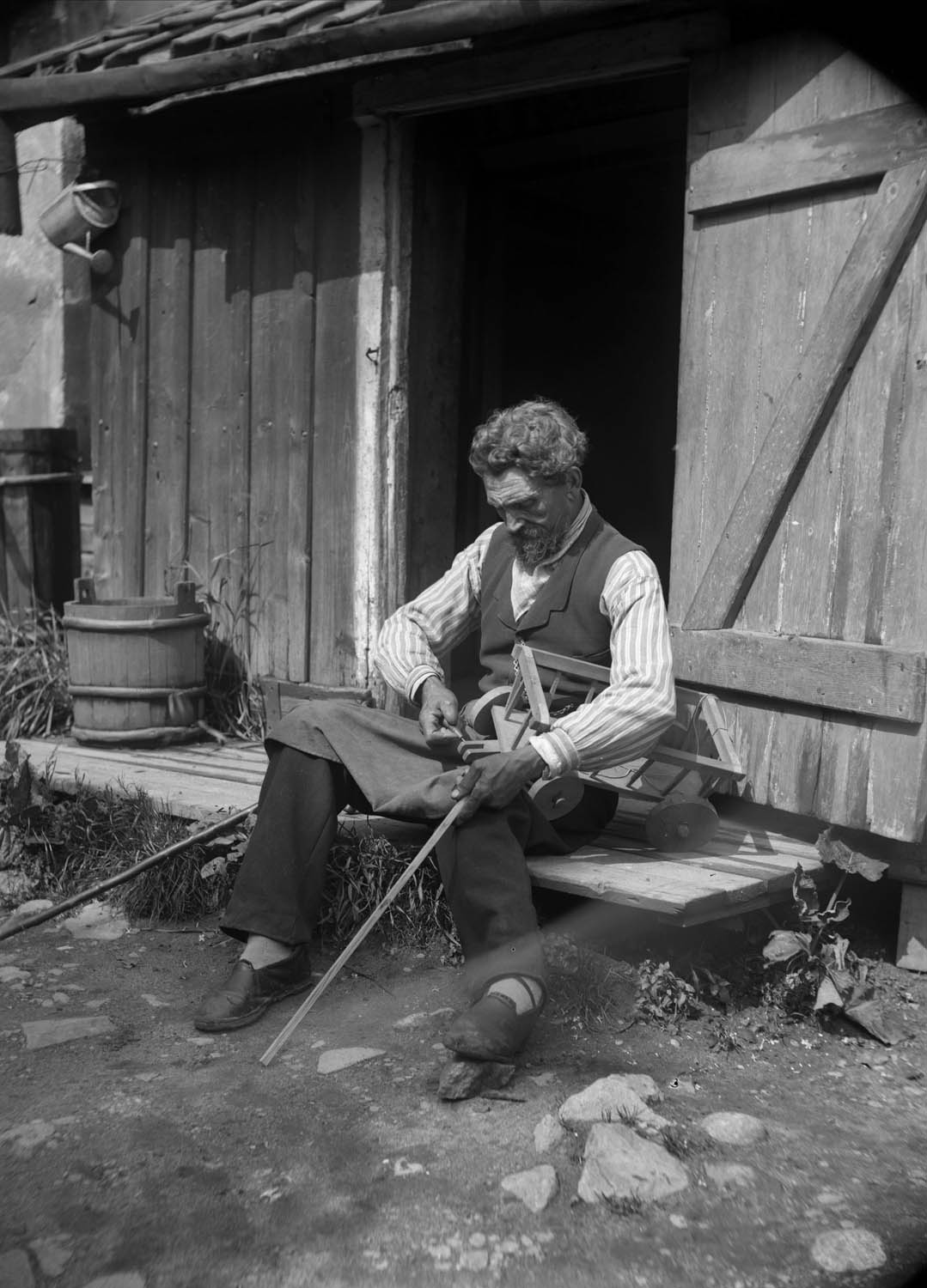
Houtwerker, Asige
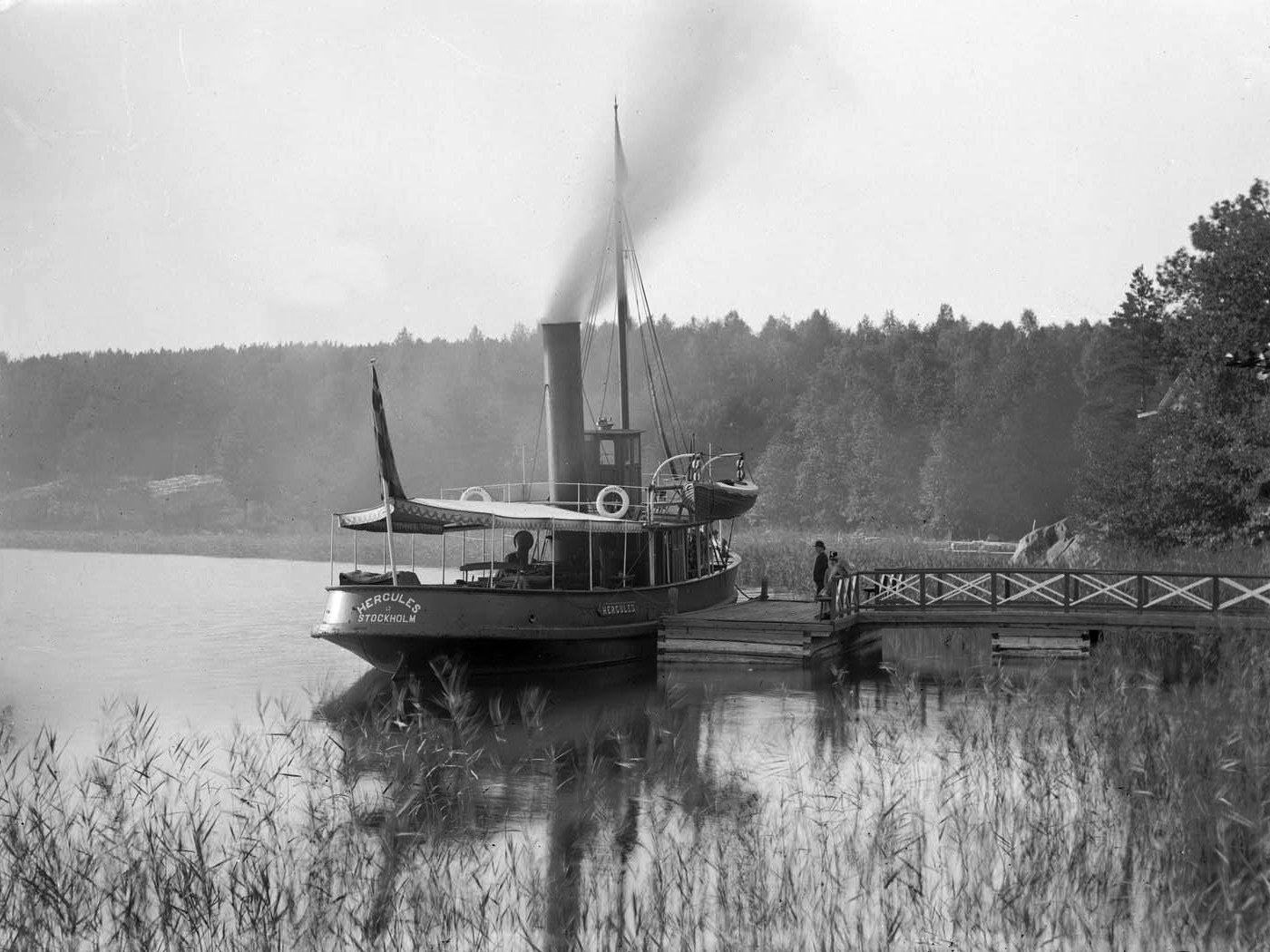
Pont Hercules, Stockholm
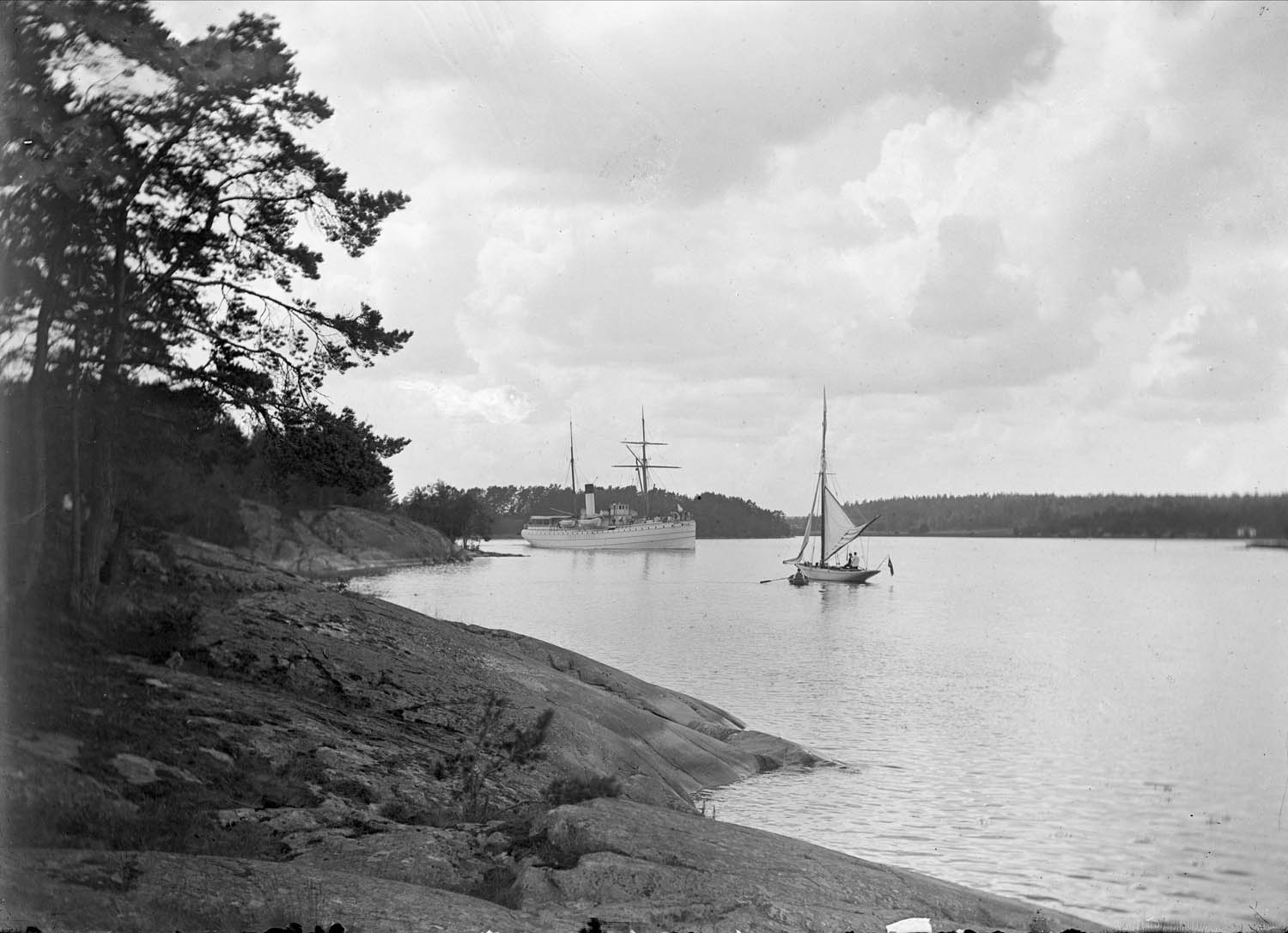
Boot bij Ångaren Nordstjernan
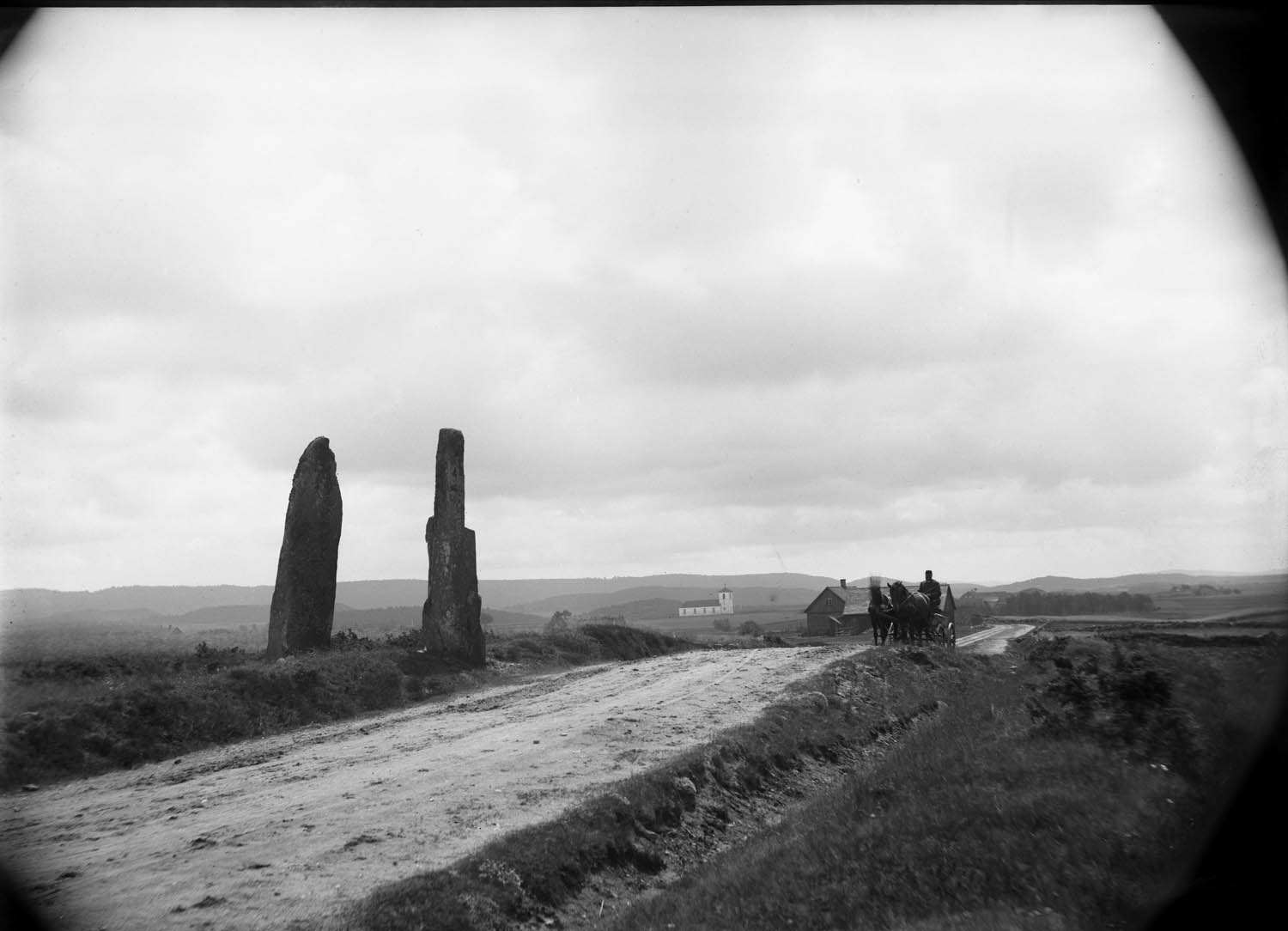
Paardenkar bij Asige
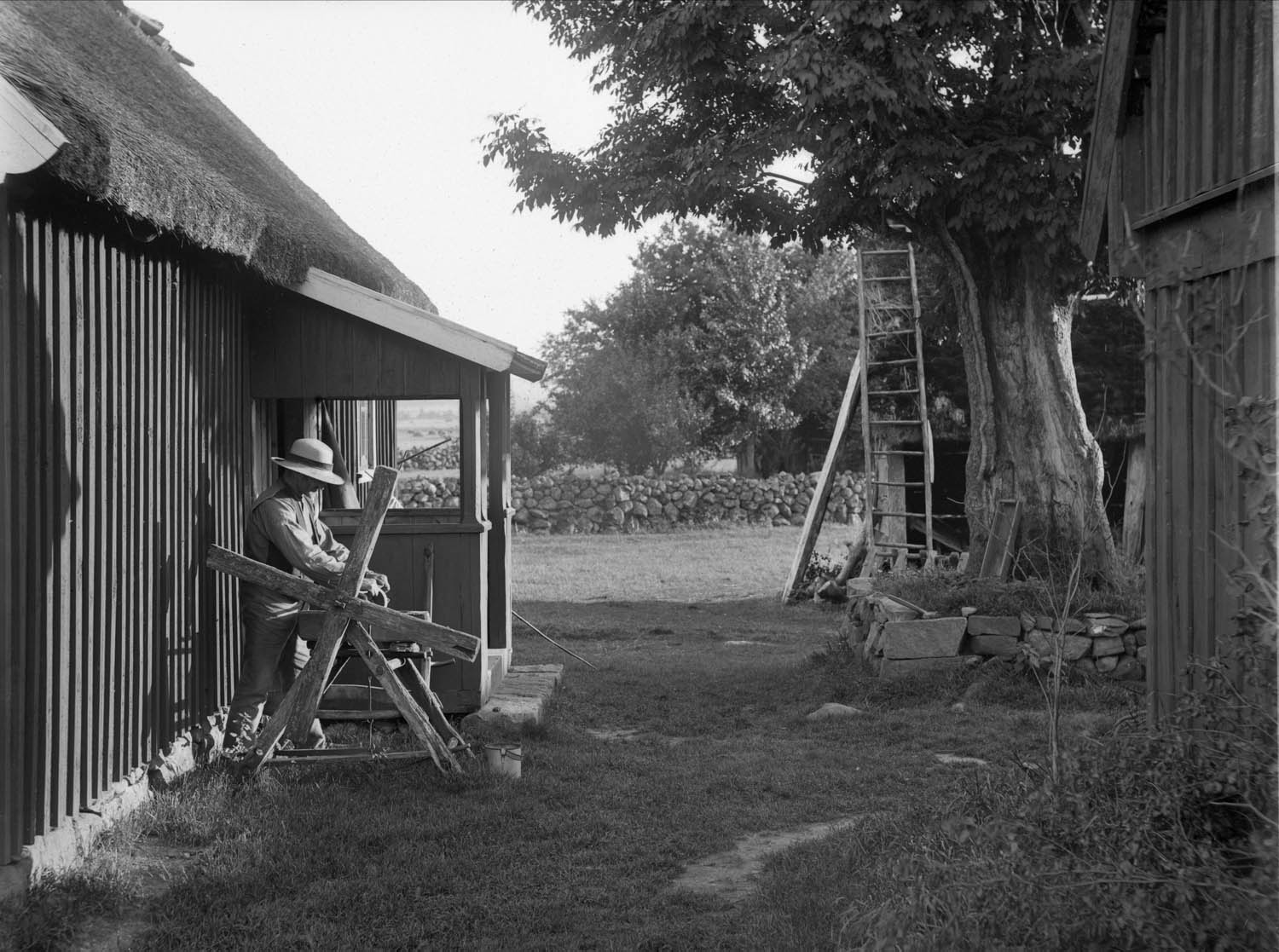
Radmaker, Asige
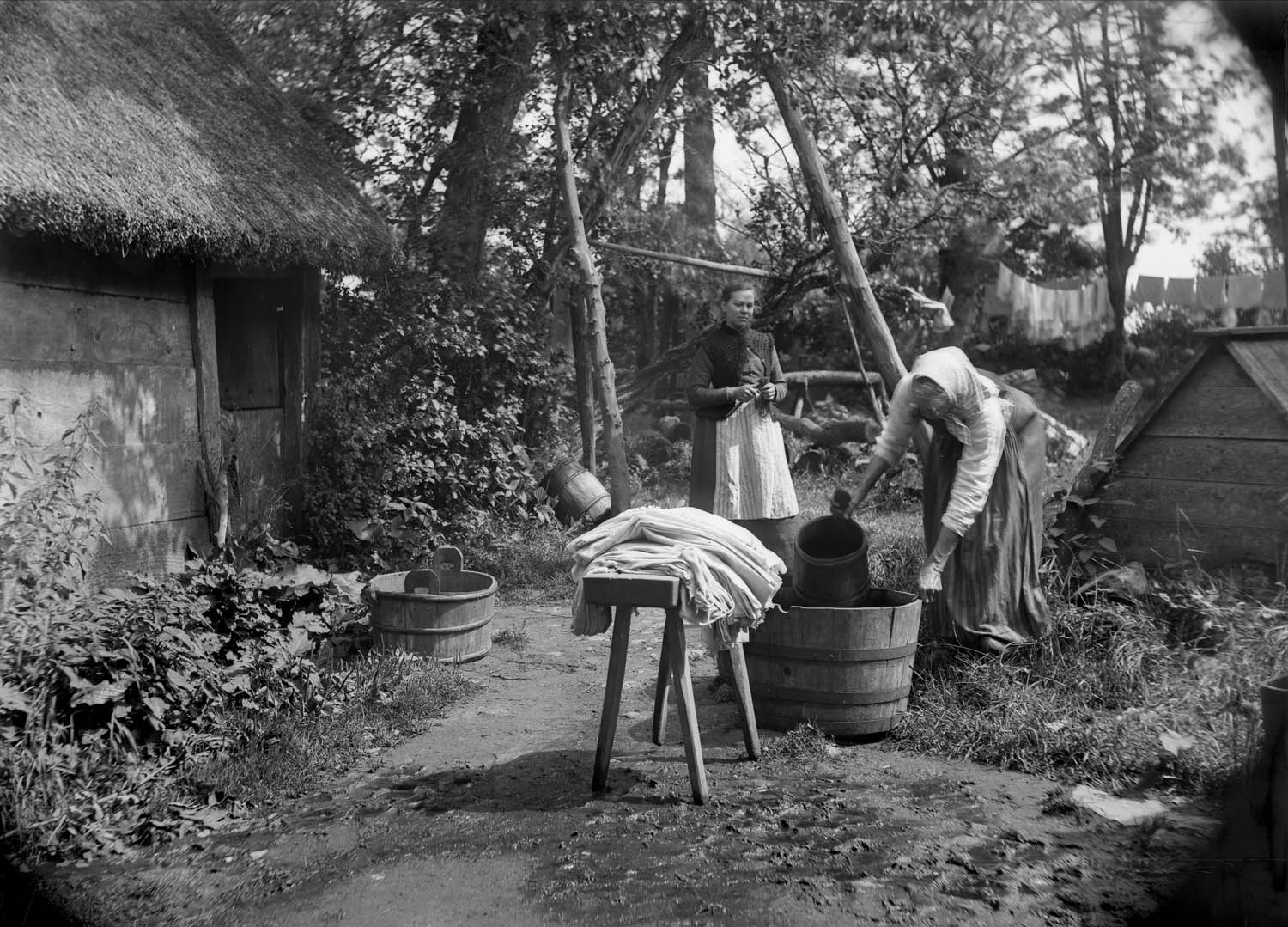
Vrouwen doen de was, Asige